# 任晗
任晗（1987年10月22日—），中国大陆女演员，於2005年在中国文联主办的全国推新人文艺大赛中夺取影视十佳金奖，从而进入演艺圈。

## 经历
任晗出生于湖北老河口市一个公务员家庭，从小她能歌善舞，喜爱表演，然而父亲任辉并不赞同。2000年5月任晗考上了武汉艺术学院，遭到父亲反对，一年后她又被武汉体育学院舞蹈系录取，父亲再次阻拦。2002年9月任晗进入武汉警官学院学习，成为学生会文艺部的牵头人。2005年3月，任辉终于同意女儿去参加北京一个歌舞团的文艺比赛，就是这个歪打正着的机会让任晗在比赛中脱颖而出，成为歌舞团签约演员。任辉这次选择了让步。
2005年8月，任晗进入北京电影学院的进修班学习，不久她在中国文联主办的全国推新人文艺大赛中夺取影视十佳金奖，受到圈内关注，先后在电影《少林男子》、《叫板》，电视剧《走出监狱的女人》、《家比天大》中饰演角色。然而之后就鲜有剧组找她拍戏，任辉得知女儿的困境后于2006年10月办理停薪留职手续后，卖掉自家房子，来到北京充当任晗的经纪人，为女儿跑前跑后，争取演出机会，直到2010年任晗签约了经纪公司-金英马影视集团。
之后任晗又出演了《阿丕书记》、《铁道游击队2》、《傻春》、《冷风暴》等电视剧，不过都是配角，名气有限。2012年签约新东家中视国利传媒集团。

## 個人生活
2016年3月，任晗與小3歲的男演員周厚安傳出緋聞，後兩人否認。同年6月3日，兩人再度傳出已於香港九肚山購買豪宅。後任晗再度否認。直到2017年1月1日，周厚安公開戀情，兩人的緋聞結束。2017年4月，任晗被拍到與小5歲的香港男模特，王書恩在馬爾代夫渡假。後任晗承認與王書恩已交往半年。2020年11月1日，任晗宣布與王書恩分手，同時公開與美國出生的上海金融行業的才俊，于家為交往。

## 影视作品

### 电视剧
| 首播年份 | 剧名           | 角色     | 备注               |
| -------- | -------------- | -------- | ------------------ |
| 2006年   | 走出监狱的女人 | 马莉     | 处女作，2005年拍摄 |
| 2007年   | 家比天大       | 晓白     | 2006年9月开机      |
| ？       | 快乐幼儿园     | 苗苗     | 2007年12月开机     |
| ？       | 初恋           | 陈薇     |                    |
| 2009年   | 漕运码头       | 夏草     | 2008年3月开机      |
| 2009年   | 爱神的黑白羽翼 | 林雨爱   |                    |
| 2010年   | 谁知女人心     | 翠儿     | 2009年6月开机      |
| 2010年   | 美人心计       | 莹儿     |                    |
| 2011年   | 东方           | 常香玉   |                    |
| 2011年   | 天网           | 朱子萱   |                    |
| 2011年   | 傻春           | 赵素楚   | 2010年3月开机      |
| 2011年   | 铁道游击队2    | 小李九   | 2010年9月开机      |
| 2012年   | 卜案           | 桃蕊     | 2011年2月开机      |
| 2012年   | 阿丕书记       | 李桂媛   | 2009年12月开机     |
| 2012年   | 聪明小空空     | 秀秀     | 2012年1月开机      |
| 2012年   | 从军记         | 辛秀英   | 2011年3月开机      |
| 2012年   | 冷风暴         | 欧阳倩   | 2011年6月开机      |
| 2013年   | 聂荣臻         | 方慧     | 2012年12月开机     |
| 2014年   | 古剑奇谭       | 章鱼精   | 客串               |
| 2015年   | 活色生香       | 素秋     |                    |
| 2015年   | 新甘十九妹     | 尉迟兰心 |                    |
| 2015年   | 芈月传         | 绿萝     |                    |
| 未播出   | 屯戍西疆       | 陈青莲   | 2012年8月开机      |

### 电影
| 首映年份       | 片名           | 角色     | 备注           |
| -------------- | -------------- | -------- | -------------- |
| ？             | 叫板           | 郝月     |                |
| ？             | 少林男子       | 中国女孩 |                |
| 2010年         | 风筝再次飞起   | 王楠楠   | 2009年10月开机 |
| 2010年         | 花儿并蒂开     | 笑斐     |                |
| 2011年         | 蛋糕           | 小美     |                |
| 2011年11月18日 | 郎在对门唱山歌 | 白丽     | 2009年开机     |
| 2013年8月5日   | 荷都奇遇       | 瑶瑶     | 2012年8月开机  |
| 未上映         | 说出你的梦想   | 小慧     | 2013年5月杀青  |
| 未上映         | 难忘金银滩     | 李萌     | 2013年8月开机  |

## 荣誉
- 2005年 全国文艺推新人大赛影视十佳金奖
- 2009年 北京电视台春晚主题歌征集优秀奖
- 2009年 老河口市创业优秀人才称号
- 2010年 第六届武汉小姐大赛亚军和最佳上镜奖
- 2010年 武汉市慈善公益推广大使称号
- 2011年 第二届全国美女盛典电眼公主
- 2011年 第三届全国校花大赛最佳上镜奖